# Neutrodiaptomus formosus
Neutrodiaptomus formosus é uma espécie de crustáceo da família Diaptomidae.
É endémica de Japão.